# 里斯本大學學院
里斯本大學學院（葡萄牙語：ISCTE-Instituto Universitário de Lisboa）是一所葡萄牙公立高等學府，位於里斯本市中心。ISCTE校區在首都黃線地鐵站 Cidade Universitária 和 Entre Campos 之間。

## 歷史
由於葡萄牙的高等教育實行雙軌制度，所以有大學教育（ensino universitário）和理工教育（ensino politécnico）之分。 ISCTE里斯本大學學院屬大學教育。ISCTE自主頒發學士、碩士、學碩連讀、博士及其他同時符合國内和歐盟要求的證書的資格，不同於葡萄牙首都的其他公立大學學院，證書均須經由里斯本大學或里斯本新大學統一頒發。
ISCTE始建於1972年，縮寫來自舊名 Instituto Superior de Ciências do Trabalho e da Empresa，英文意思是 "Higher Institute of Labour and Business Sciences"， 中文理解是 "勞動及工商科學高等學院" 。在這一年，296名學生首次註冊。其中，219名學生就讀於經濟學專業，66名學生就讀於工商管理專業（葡萄牙語：Organização e Gestão de Empresas），11名學生就讀於工作科學專業（Ciências do Trabalho）。 2022年迎來學校成立五十週年慶典。
因葡萄牙的康乃馨革命的緣故，ISCTE沒有按原定規劃組成里斯本城内的一所公立的“新大學”。ISCTE比里斯本新大學早成立，但最後沒有成爲新大學的一部分。1990年，ISCTE成為葡萄牙法律上的 "escola universitária não integrada"，這個界別是葡萄牙高等教育獨有的。ISCTE是唯一一所擁有這個特殊身份的葡萄牙公立院校。ISCTE在 1997年加入葡萄牙高校基金會，2005年加入葡萄牙高校校長聯盟 (CRUP)。
2009年開始，學校完整的名字不再使用，但因ISCTE這個簡稱已廣爲學者引用，所以新名保留了ISCTE，再加上它的性質University Institute (葡萄牙語：Instituto Universitário)。
除此以外，在2002年，葡萄牙高校校長聯盟 (CRUP) 建議 ISCTE 成爲里斯本大學（1911-2013）的一部分，並沒有被ISCTE接納，在2012年，與里斯本技術大學合併之前，里斯本大學再次提出讓 ISCTE 加入組成更大的大學 （也就是今天的里斯本大學，2013 - 現在），均被ISCTE拒絕。
一名為ISCTE"知識與創新"中心預定於2023年完工，中心將匯集八個研究單位、十個實驗室和三個觀察站，共容納約四百名研究人員。 ISCTE第五校址將設於大里斯本區辛特拉Portela de Sintra，ISCTE-Sintra校舍專注投入應用數字技術，提供十門將數字科學與藝術、遺產、教育技術、管理、工業、服務和網絡安全結合的大學程度課程，並預計由2026年起運作，首年招收2,500至3,000名學生。

## 學校名稱中文翻譯
ISCTE很長時間僅提供商業、社會科學及技術科學專業高等課程，有別於傳統的文理綜合類大學，五十年間，由較單一的經濟管理類院校發展成多學科高等學府。中華人民共和國教育部將該校名稱譯為「里斯本大學學院」。

## 近況
ISCTE的教學語言一般為葡萄牙語，部分課程用英語教學，2010年起以四大院校共十六個學系的模式運作，擁有八個受國家FCT認證的研究中心，課程受葡萄牙學生歡迎。國際上，2020年泰晤士高等教育（THE）世界大學排名601-800名（與里斯本新大學、科英布拉大學、米尼奧大學齊名）；2019年大學影響力排名201-300名；年輕大學排名151-200名。 其商學院在2018年Financial Times歐洲商學院排名中處於63位。 社會學學士2019QS世界大學學科排名約251-300名，管理碩士2020QS世界大學學科排名榜名列第88。ISCTE的教研人員和校友在政治、公共機關和新聞界頗爲活躍。